# СФУ Интернационал 2020 Сомбор
СФУ Интернационал 2020 је школа фудбала из Сомбора, основана 2020. године. Клуб броји око 120 играча подељених у четири старосне категорије са којима раде лиценцирани фудбалски тренери. 